# Санкції РНБО щодо громадян України
Санкції РНБО щодо громадян України — неконституційна практика застосування Радою національної безпеки і оборони України (РНБО) персональних обмежувальних заходів щодо громадян України на підставі Закону «Про санкції»[⇨]. Така практика викликає широку критику через її суперечність Конституції України та використання в якості політичного інструменту чинної влади, зокрема Президента України Володимира Зеленського[⇨]. Санкції застосовуються до опозиційних політиків, медіа, підприємців, блогерів[⇨], серед найгучніших прикладів: п'ятий Президент України Петро Порошенко, співзасновники й колишні акціонери ПриватБанку Геннадій Боголюбов та Ігор Коломойський, журналістка Світлана Крюкова, колишній радник Офісу Президента України Олексій Арестович, бізнесмен Костянтин Жеваго. У лютому 2025 року Харківська правозахисна група, Українська Гельсінська спілка з прав людини, Центр громадянських свобод та інші українські правозахисні організації опублікували спільну заяву, в якій засудили застосування санкцій проти опозиційних політиків та бізнесменів. Санкції РНБО щодо громадян України критикували міжнародні правозахисні організації, зокрема Amnesty International, головною темою критики «використання санкцій як інструменту політичного переслідування».

## Передісторія

### Правова основа
Закон України «Про санкції» від 14 серпня 2014 року був ухвалений як реакція на російську агресію і передбачав застосування санкцій до іноземних держав, юридичних та фізичних осіб, які створюють загрозу національній безпеці. У законі відсутнє пряме положення про застосування санкцій до громадян України, що призводить до колізії з нормами Конституції.
Під час президентства Володимира Зеленського, з 2021 року РНБО почала активно застосовувати санкції проти власних громадян, зокрема — без рішення суду, на підставі розвідданих або інформації Служби безпеки України. З початком повномасштабного російського вторгнення в Україну кількість українських громадян без подвійного громадянства, які зазнали санкцій, значно зросла. Якщо раніше під обмеження потрапляли переважно особи з російським громадянством, то за останній рік санкції було застосовано до 135 громадян України без другого паспорта, а з початку війни — до 188, що свідчить про тенденцію до розширення застосування санкцій всередині країни. Термін дії санкцій збільшився з трьох до десяти років. Підсанкційні особи позбавляються можливості користуватися своїм майном, банківськими рахунками, офіційно працевлаштовуватися, запускати медіа та навіть користуватися громадським транспортом, включно з поїздами «Укрзалізниці».

### Суперечність Конституції України
Згідно з Конституцією України: 
- Права і свободи громадян можуть обмежуватись лише законом і тільки в умовах воєнного або надзвичайного стану (ст. 64).

- Позбавлення майна, ліцензій, обмеження в праві на свободу пересування та інші обмеження — мають відбуватись виключно на підставі судового рішення (ст. 41, 55).

- РНБО є координуючим органом при Президентові України з питань національної безпеки і оборони. РНБО не наділена судовими чи правоохоронними повноваженнями (ст. 107).

Відповідно, застосування санкцій до громадян України без рішення суду вважається неконституційним механізмом державного примусу.

### Юридичні аспекти
Одним із юридичних аспектів є ігнорування санкцій РНБО з боку європейських фінансових установ. Оскільки санкції в Україні запроваджуються без рішення суду, вони не визнаються правовими системами Європейського Союзу, де діє принцип верховенства права. Європейські банки здебільшого відмовляються виконувати обмеження щодо осіб, внесених до санкційних списків РНБО, вважаючи такі рішення внутрішньополітичними та юридично необґрунтованими за міжнародними стандартами. Це ставить під сумнів дієвість українських санкцій за межами країни та підкреслює потребу в прозорих судових процедурах.
У країнах Європейського Союзу відсутня практика запровадження санкцій проти власних громадян позасудовим шляхом. Європейська правова традиція ґрунтується на верховенстві права, презумпції невинуватості та кримінально-процесуальних механізмах. Якщо громадяни підозрюються у вчиненні злочину, до них застосовуються відповідні норми кримінального або адміністративного законодавства, а справи розглядаються в судовому порядку.
Санкції як інструмент політичного впливу на громадян у межах ЄС не використовуються, оскільки вважаються несумісними з базовими принципами правової держави. Подібні дії сприймаються як політично вмотивовані та такі, що підривають довіру до судової системи. Саме прихильність до процедурної справедливості та захисту прав людини залишається основою правових систем країн ЄС і, на думку багатьох експертів, сприяє стабільному політичному й економічному розвитку регіону.

### Політичне застосування
Санкції РНБО широко розглядаються правозахисними організаціями як політичний інструмент президента України Володимира Зеленського. Ввечері 12 лютого 2025 року, пʼятий президент України та лідер опозиційної партії «Європейська Солідарність» Петро Порошенко повідомив про запровадження санкцій проти нього, він назвав це рішення «політично вмотивованим та неконституційним». Порошенко звинуватив у запровадженні санкцій президента України Володимира Зеленського та поклав на нього відповідальність за можливі негативні наслідки цього рішення. На його думку «у цього злочину є багато співучасників: вся команда Зеленського, Кабінет міністрів, який нагнули на абсурдне подання, члени його РНБО. Але замовник, виконавець і підписант один – особисто Зеленський». Пізніше стало відомо, що крім Петра Порошенка, Рада національної безпеки та оборони (РНБО) запровадила санкції бізнесменів Ігоря Коломойського, Костянтина Жеваго і Геннадія Боголюбова, а також проти колишнього народного депутата Віктора Медведчука. Згідно зі списком запроваджених санкцій, РНБО тимчасово позбавила їх права користуватися та розпоряджатися активами. Також Порошенко, Боголюбов, Медведчук, Коломойський та Жеваго отримали заборону брати участь у приватизації, оренді державного майна, збільшувати статутний капітал підприємств, а також вони мають припинити угоди, зокрема у сфері безпеки та оборони. Служба безпеки України повідомила, що санкції запровадили «через загрози державній безпеці». 
Бізнесмен Костянтин Жеваго назвав санкції проти себе «ще одним епізодом переслідування його президентом України Зеленським», ввечері 12 лютого у відеозверненні він підкреслив, що проти нього «немає жодного рішення суду, пов'язаного із загрозою національній безпеці, територіальній цілісності та суверенітету». «Виходить, що підстав для відкриття проти мене кримінальної справи за загрозу національній безпеці немає, а підстави для санкцій за це начебто є. Ну це ж абсурдно» — сказав Жеваго. На думку Петра Порошенка, «Жеваго опинився в санкційному списку через те, що його родина володіє телеканалом «Еспресо».
Також санкції введені проти опозиційної журналістки Світлани Крюкової, колишньої заступниці головного редактора видання «Страна.ua». Крюкова прокоментувала рішення Зеленського у своєму фейсбуці, вона написала, що «розчарована» санкціями і буде їх оскаржувати. «Завтра йду оскаржувати указ президента у Верховному Суді. Одним судом більше, одним менше. І не тому, що я люблю завантажувати роботою своїх адвокатів, а тому, що я глибоко вірю поважаю свою країну, де я живу і вірю у неї як у правову державу, де мораль, честь і закон йдуть пліч-о-пліч» — написала вона. Через місяць після запровадження санкцій, у Києві невідомі спалили автомобіль Крюкової.
11 квітня 2025 року Зеленський ввів санкції РНБО щодо українського блогера Олександра Шелеста та політолога Вадима Карасьова. 17 квітня YouTube-канали Шелеста і Карасьова були заблоковані на території України.
1 травня 2025 року президент України Володимир Зеленський ввів у дію рішення Ради національної безпеки і оборони про запровадження персональних санкцій щодо колишнього радника Офісу Президента України Олексія Арестовича, який різко критикує українську владу, а також щодо політолога Костянтина Бондаренка та блогера Мирослава Олешка. Арестович назвав санкції проти себе і Порошенко «явною луною від майбутніх виборів». 4 травня підполковник Роман Ковальов заявив, що відмовляється від ордену Богдана Хмельницького III ступеня на знак протесту проти санкцій, запроваджених щодо Арестовича, на його думку Арестович є «патріотом та захисником українського народу», який має «власну картину світу та майбутнього України». Після допису Ковальова від своїх двох нагород відмовився також інший військовий — Тарас Задорожний, він опублікував фотографію з медаллю за оборону міста Бахмут та почесним нагрудним знаком Головнокомандувача ЗСУ. 9 травня YouTube-канал Олексія Арестовича був заблокований на території України за запитом РНБО. 

## Критика
Асоціація правників України у 2024 році закликала до реформування механізму санкцій, наголошуючи на потребі забезпечити реальний судовий контроль та дотримання прав людини. Заслужений юрист України, член Венеційської комісії у 2009–2013 роках Марина Ставнійчук зазначила, що санкційний механізм фактично замінює судову систему, що викликає питання не лише щодо законності, а й щодо доцільності існування класичних інститутів правосуддя. На її думку, поточна практика втручається у сферу кримінального права, хоча формально не має на це повноважень.
Правозахисні організації в Україні, такі як Центр прав людини ZMINA, Українська Гельсінська спілка з прав людини (УГСПЛ) та Харківська правозахисна група, неодноразово заявляли, що накладення санкцій на громадян України суперечить Конституції України та нормам міжнародного права. Вони наголошували, що РНБО, як політичний орган, не має повноважень здійснювати квазісудові функції. Центр прав людини ZMINA також зазначає, що «застосування санкцій замість розслідування та справедливого судового процесу може призвести до руйнування демократії в Україні». Харківська правозахисна група вважає, що застосування санкцій до власних громадян можливе лише за умови, якщо вони переховуються у ворожих юрисдикціях за кордоном або на тимчасово окупованих територіях України, і держава не має механізмів притягнення їх до відповідальності. На думку правозахисників, дії президента Зеленського в цьому контексті є політичною розправою, а не санкціями у міжнародно-правовому розумінні.
На думку Олександри Матвійчук, голови правління «Центру громадянських свобод», нагородженого Нобелівською премією миру, «не можна замінити реформу суду, правоохоронних органів та спецслужби – ручним управлінням через РНБО». Матвійчук зауважила про небезпечність санкцій у «довгостроковій перспективі», а також про те, що «Україна не може собі дозволити використовувати неправові способи, як це робить Росія».
14 лютого 2025 року українські правозахисні організації опублікували спільну заяву щодо застосування персональних санкцій проти Порошенка, Жеваго, Коломойського та Боголюбова. Вони назвали санкції до опозиційних політиків та бізнесменів «позасудовою політичною розправою» та «узурпацією влади в державі». Серед підписантів — Харківська правозахисна група, Українська Гельсінська спілка з прав людини (УГСПЛ), Центр громадянських свобод, ГО «Центр досліджень правоохоронної діяльності», Благодійний фонд «Людина і право», ГО Правозахисна Група «СІЧ», Обʼєднання родичів політвʼязнів Кремля, Український інститут прав людини, Українська фундація правничої допомоги, ГО «Блакитний птах», Міжнародне товариство прав людини — Українська секція, Освітній дім прав людини — Чернігів, Асоціація єврейських організацій та общин України, Конгрес національних громад України, Інститут демократії імені Пилипа Орлика, ГО «Соціальний капітал», Тернопільська міська ГО «Адаптаційний чоловічий центр».
Міжнародна правозахисна організація Amnesty International також висловлювала занепокоєння щодо порушень прав людини в Україні, зокрема щодо використання санкцій як «інструменту політичного переслідування».
Німецький політик Манфред Вебер, лідер Європейської народної партії (ЄНП) у Європарламенті, висловив подив з приводу санкцій проти п’ятого президента України Петра Порошенка. Він вважає, що це рішення має політичні мотиви та може підривати національну єдність України в критичний період війни. Вебер закликав президента Зеленського переглянути це рішення, щоб не зашкодити євроінтеграційному курсу України.

## Оскарження та правове регулювання

### Судова практика
За даними Верховного Суду, з 2017 року було відкрито понад 460 справ щодо оскарження санкцій, але лише один позов було задоволено.
14 березня 2025 року журналістка Світлана Крюкова подала позов до Верховного Суду, щоб оскаржити указ президента України про накладення на неї персональних санкцій. Вона заявила, що має намір зробити цей процес «гучним і публічним». 17 квітня стало відомо, що лідер партії «Європейська Солідарність» і п’ятий Президент України Петро Порошенко, спільно з журналісткою Світланою Крюковою оскаржують санкції РНБО проти себе у Верховному Суді. На першому засіданні у справі Порошенко оголосив, що санкції проти нього, за матеріалами справи, були запроваджені у превентивному порядку і є «неконституційними». За словами Порошенка рішення РНБО та указ президента були сфальсифіковані. Зокрема він звинуватив Міністерство економіки України у фальсифікації матеріалів, які вони подавали до Кабміну.

| В Офісі президента та в апараті РНБО фальсифікували указ. А Зеленський підписав не те, що врешті-решт було оприлюднено. Я хотів сказати, що я особисто на власні очі бачив документ різного змісту — однакової дати, але яка мала відмінність у дві години, — який був повністю переписаний і під яким стоїть підпис міністра економіки пані Свириденко. |
| — Петро Порошенко |

### Тиск на суддів
Згідно з даними судового реєстру, в Україні вже були прецеденти скасування санкцій РНБО у судовому порядку. Один із перших відомих випадків — справа французького громадянина Дюрея Луї-Мішеля (фр. Duray Louis-Michel), який до 2022 року тривалий час працював у банку BNP Paribas. Він виграв справу в першій інстанції Верховного Суду проти президента України Володимира Зеленського щодо скасування накладених на нього санкцій.
Інший приклад — справа товариства з обмеженою відповідальністю «Пробайк Плюс». Суд задовольнив позов компанії, визнав указ президента про застосування персональних санкцій протиправним та скасував його. Після цього в засобах масової інформації з’явилася інформація, що суддя Касаційного адміністративного суду у складі Верховного Суду та член Ради суддів України Володимир Кравчук повідомив Вищу раду правосуддя про тиск з боку Служби безпеки України.
Йшлося саме про справу «Пробайк Плюс», у якій Кравчук був головуючим суддею. Після того як колегія суддів повністю задовольнила позов, визнавши указ президента незаконним, СБУ скасувала Кравчуку допуск до державної таємниці. Згодом голова Верховного Суду Станіслав Кравченко своїм наказом припинив доступ судді до секретної інформації.
Колишній спікер Верховної Ради Дмитро Разумков заявив, що «судді бояться ухвалювати рішення проти РНБО, що гальмує процес оскарження неправомірних санкцій. Хоча прецеденти скасування санкцій у судовому порядку вже мали місце, у майбутньому їх стане більше».

### Законодавчі ініціативи
9 травня 2025 року Петро Порошенко повідомив, що готує у Верховній Раді законопроєкт щодо персональної відповідальності членів РНБО, які голосують щодо введення санкцій проти громадян України.